# 家族计划
《家族计划》（日语：家族計画），常被称作“家计”，是一款最初发行于2001年11月2日的D.O.公司发行的十八禁美少女遊戲。其曾被移植到多个平台。家族计划本身在日文有计划生育的意思，惟未知与游戏本身是否有关。

## 概要
主角泽村司没有感受过家族温暖，因为世故而有强烈的排他意识。某天晚上，司在街角救助了一名来自中国的少女春花。此后机缘巧合之下，越来越多人加入到主角的家中。以“高屋敷”为姓氏，他们组建了一个家庭。

## 历史
- 2001年11月2日 - 《家族计划》（通称、無印）发售。
- 2002年12月27日 - 《家族计划 〜絆箱〜》发售，追加内容。
- 2004年7月30日 - 《家族计划 〜そしてまた家族計画を〜》发售。
- 2005年2月24日  - PlayStation 2版《家族计划 〜心の絆〜》发售。CERO评级为15歳以上対象。
- 2005年3月18日 - 《家族计划 〜追憶〜》发售。游戏内容与絆箱版相同，为无特典的廉价版。
- 2010年8月12日 - PlayStation Portable版《家族计划》发售。
- 2013年10月24日 - PlayStation 3版《家族计划 Re：紡ぐ糸》发售[2]。
- 2013年11月29日 - 逆移植回PC版的《家族计划 Re：紡ぐ糸》發售。
- 2014年6月10日 - PlayStation Vita版《家族计划 Re：紡ぐ糸》可以透過DL方式購買下載。

## 角色
- 高屋敷司（たかやしき　つかさ）/ 泽村司（さわむら つかさ）

男主角，20歲，失去亲人的独自生活的青年。冷漠而坦诚的青年，在在中华料理店。打工。
- 高屋敷青葉（たかやしき　あおば），聲：北都南

长女，22歲，失业的社长家千金，性格偏激难以相处。
- 高屋敷準（たかやしき　じゅん）/ 大河原準（おおかわら じゅん），聲：杉泽淳子

二女，20歲，经营街上便利店的女性，内向的守财奴。曾是男主角的同学，由于不善交际而退学。有个已经失去联系的孪生妹妹。
- 高屋敷春花（たかやしき　はるか）/ 王春花（ウォン チュンファ），聲：佐佐留美子

三女，来自中国云南的少女，为寻找母亲远渡重洋偷渡日本。逃出工作的色情场所后，被男主角救回家中。
- 高屋敷末莉（たかやしき　まつり）/ 河原末莉（かわら まつり），聲：片濑唯

四女，13歲，中學一年級。无家可归的少女，性格率直，对腐女及SM文化感兴趣，为寻找遮风挡雨的地方加入主角家庭。
- 高屋敷真純（たかやしき　ますみ）/ 板倉真純（いたくら ますみ），聲：MIWAKO

母亲，30歲，自杀未遂的女性，软弱缺乏主见，曾被男人感情欺骗而破产。
- 高屋敷宽（たかやしき　ひろし）/ 广田宽（ひろた ひろし），聲：比留間狂之介

父亲，性格古怪的人，拥有多种奇怪技能。

## 工作人员
- 剧本 - 山田一
- 原画 - 福永ユミ
- 影片制作 - 神月社
- 音乐 - I've

## 主題歌
- 片頭曲（在同一天空下）

作詞 - MOMO、高濑一矢 / 作曲 - 高濑一矢 / 歌 - KOTOKO
- 片尾曲《philosophy》

作詞 - KOTOKO / 作曲 - 高濑一矢 / 歌 - MOMO